# Walter Frey (Mediziner)
Walter Frey (* 10. Januar 1884 in Bern; † 2. September 1972 in Oberhofen am Thunersee; heimatberechtigt in Basel) war ein Schweizer Internist.

## Leben
Der Sohn eines Gymnasiallehrers studierte Medizin an den Universitäten Bern, München und Würzburg. In Bern absolvierte er 1907 das Staatsexamen und wurde 1908 promoviert. Er arbeitete kurze Zeit als Volontär bei Hermann Sahli an der Medizinischen Universitätsklinik Bern, wechselte dann aber als Assistenzarzt zu Dietrich Gerhardt nach Basel. 1910 war er bei Franz Hofmeister in Strassburg. Im Januar 1912 wurde er Assistenzarzt bei Ludwig Lichtheim an der Albertus-Universität Königsberg, wo er im Juli desselben Jahres habilitiert und zum Oberarzt befördert wurde. 1914/15 leistete er Aktivdienst als Sanitätsoffizier in der Schweizer Armee (in der Kompanie von Rudolf Minger). Zurückgekehrt nach Königsberg, wurde er 1915 stellvertretender Chefarzt der Medizinischen Universitätsklinik unter Alfred Schittenhelm, der zu dieser Zeit Frontdienst leistete. Mit diesem wechselte er 1916 nach Kiel, wo er noch im selben Jahr zum Titularprofessor und 1921 zum ausserordentlichen Professor ernannt wurde. 1926 wurde er Direktor der Städtischen Krankenanstalten Kiel. 1928 wurde er Chefarzt der Inneren Abteilung des Katharinenhospitals Stuttgart. Von 1929 bis 1954 war er ordentlicher Professor für Innere Medizin an der Universität Bern und Direktor der Medizinischen Klinik des Inselspitals. Von 1932 bis 1934 stand er als Dekan der Medizinischen Fakultät vor; 1940/41 war er Rektor der Universität Bern. Im Jahr 1941 wurde er zum Mitglied der Leopoldina gewählt. 1950 wurde er zum Vorsitzenden der Deutschen Gesellschaft für Innere Medizin gewählt.
Frey war ein Pionier der Kardiologie: Während seiner Zeit in Kiel hat Frey das Chinidin als Medikament zur Behandlung des Vorhofflimmerns entdeckt.
Er gehörte der Zofingia an, wo er das Vulgo «Senkel» trug.